# Карагайлинка
Карагайлинка — река в Кемеровской области России. Устье реки находится в 31 км по левому берегу реки Кривой Ускат, в селе Карагайла. Длина реки составляет 13 км.

## Данные водного реестра
По данным государственного водного реестра России относится к Верхнеобскому бассейновому округу, водохозяйственный участок реки — Томь от города Новокузнецк до города Кемерово, речной подбассейн реки — Томь. Речной бассейн реки — (Верхняя) Обь до впадения Иртыша.